# 逃げろ!!
「逃げろ!!」（にげろ）はゆるめるモ!の楽曲。松坂康司作編曲、小林愛作詞。

## 解説
「自殺するという手段をとらざるを得なかったような人に、“逃げる”という手段を、可愛い女の子達の歌に乗せて広く届けたい」という、ゆるめるモ!のコンセプトが色濃く表現された楽曲。
ゆるめるモ!の代表曲の一つで、初めてアイドルファンが参加できる要素を意識して制作された楽曲である。
2016年まではライブでもセットリストに組み込まれることが多く、2015年頃まではイベントの趣旨によって落ちサビ（大サビの前のサビ）を歌うメンバーが変わるのも特徴であった。
2015年5月から活動休止していたもねが同年8月に復帰してからの落ちサビは、音源でも落ちサビを務めているもねで固定されるようになり、2016年7月にもねが卒業した後はしふぉんが落ちサビを受け継いでいる。
2017年になると披露される機会が激減した。同年春に行われた「孤独と逆襲 ～てえへんだ！底辺だ～」ツアーでは初めてワンマンツアーのセットリストから外されている。
同ツアー以降のライブでは徐々に披露回数が増えてゆく。また、それまではハイライト的なポジションでの披露が多かったものの、2018年になると初期のライブ同様に中盤で披露されることも増えた。
プロデューサーの田家大知は「ゆるめるモ!全体をイメージ付ける楽曲にしたい」と語っている。
初収録は2013年にリリースされた「New Escape Underground!」。2014年にリリースされた初のフルアルバム「Unforgettable Final Odyssey」にて8人ver.での再録が行われ、2016年6月リリースの配信限定シングル「アントニオ」に当時のメンバーで録音された6人ver.が収録されている。
さらに2018年5月リリースのベストアルバム「音楽よ回れ!! MUSIC GO ROUND ～ゆるベスト～」にて現在の4人ver.がレコーディングされ、しふぉんが落ちサビを歌うバージョンが初めて音源化された。
いずれも音源化に際しリマスタリングが行われている。
このほか、2014年9月22日に行われた初期メンバーのんの卒業オフ会参加者のみに配布されたCD-R収録の「逃げろ!! のん卒業ver」が存在する。(現在入手不可能)

曲名はももいろクローバーZの「走れ！」のオマージュであり、楽曲の構成も同曲のオマージュとなっている。
田家の著書『ゼロからでも始められるアイドル運営 楽曲制作からライブ物販まで素人でもできる!』にて、松坂に作曲依頼をした際、10日でデモ音源ができ、約1ヶ月で曲が完成したと明らかにしている。

## 収録アルバム
歌唱メンバーはレコーディング当時の名義で記載する。
- ゆるめるモ!『New Escape Underground!』（2013年）
  - 歌唱：のんちゃん、ももぴ、ゆみこーん、けちょん
- ゆるめるモ!『Unforgettable Final Odyssey』（2014年）

- - 歌唱：もね、ゆみこーん、けちょん、しふぉん、ようなぴ、ゆいざらす、あの、ちーぼう

- ゆるめるモ!『アントニオ』（2016年）
  - 歌唱：もね、けちょん、しふぉん、ようなぴ、あの、ちーぼう